# 梅永
梅永（法語：Meillon，法語發音：[mɛjɔ̃]）是法国大西洋比利牛斯省的一个市镇，位于该省东部，属于波城区。

## 地理
梅永（43°15'53"N, 0°18'50"W）面积7.08 平方千米，位于法国新阿基坦大区大西洋比利牛斯省，该省份为法国东南部省份，涵盖了贝阿恩与北巴斯克，西临大西洋比斯開灣，北至朗德省，东北接热尔省，东临上比利牛斯省，南与西班牙接壤。
与梅永接壤的市镇（或旧市镇、城区）包括：阿雷西、阿萨特、伊德龙、莱村、纳尔卡斯泰特、龙蒂尼翁。

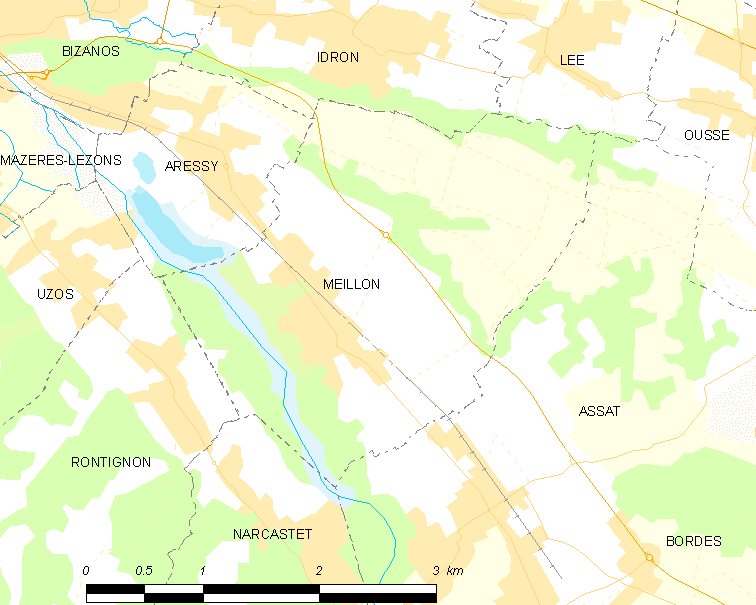
梅永的OSM定位图

梅永的时区为UTC+01:00、UTC+02:00（夏令时）。

## 行政
梅永的邮政编码为64510，INSEE市镇编码为64376。

## 政治
梅永所属的省级选区为乌佐姆河、激流与内兹河岸县。

## 人口

1962-2008年间梅永人口变化图示

梅永于2022年1月1日时的人口数量为948人。